# Thomas Jennefelt
Thomas Jennefelt, né le 24 avril 1954 à Huddinge, est un compositeur de musique suédois.
Thomas Jennefelt effectue ses études à l'École royale supérieure de musique de Stockholm. Il étudie la composition avec Gunnar Bucht et Ame Mellnäs. Il travaille depuis comme compositeur et fait partie du chœur de chambre Eric Ericson. Par ailleurs, il a présidé la Société des Compositeurs Suédois, équivalent suédois de la SACEM. Nombre de ses œuvres reflètent son intérêt pour la relation entre mots et musique. Il utilise ses propres textes ou puise dans la littérature. Sa musique fait donc une grande place à la voix, depuis le chant choral jusqu'à l'opéra. Warning to the rich (1977) pour chœur mixte est un succès de jeunesse donné dans le monde entier. O domine sur les textes du requiem emporte aussi un large succès. Sur les mêmes poèmes de Heine que ceux qui inspirèrent Schumann, il compose en 1990 pour le Chœur de la Radio Suédoise Dichetrliebe pour chœur mixte et soliste. Musik till en stor Kyrka composée la même année ouvre la voie à un nouveau style plus minimaliste qu'il met en œuvre dans des œuvres telles que Villarosa Sarialdi (1993) et Virita Criosa (1996).

## Discographie
- 1996 : Virita criosa
- 1993 : Villarosa Sarialdi
- 1992 : Music by a moutain
- 1990 : Musik till en stor Kyrka, The Jesters Hamlet (opéra), Black tracks
- 1984 : Fem motetter (cinq motets) chœur mixte à quatre voix, dont N°2 Bön (prière) texte de Karl Gustaf Hildebrand; Music for a builder cathedral;
- 1977 :  Warning to the rich